# أوجورابتورصور
الأوچوراپتورصور (Ojoraptorsaurus) هو جنس من الديناصورات عاش خلال فترة الطباشيري المتأخر. وهو معروف فقط من عظم عانة عُثر عليه في تكوين أوچو ألامو الذي يعود لأوائل مرحلة الماسترخي، قبل نحو 69 مليون سنة مضت.